# ブッチュくんオール百科
『ブッチュくんオール百科』（ブッチュくんオールひゃっか）は、天久聖一とタナカカツキによる架空の漫画作品『ブッチュくん』の設定資料本。1999年ソニーマガジンズより出版。
主に藤子不二雄などの複数の1970年代少年漫画及び児童漫画作品のパロディで成り立ち、全体的に下ネタとブラックジョークが占めている。設定資料集だが本編の漫画も掲載されている。初出は同作家コンビによる『バカドリル』(1994年、扶桑社刊)で、本著は実質上『バカドリル』のスピンオフとなっている。
作者曰く「『絶対に話題になる』と確信して作ったが、驚くほど売れなかった」作品。2人で共同執筆したのは、責任を押し付けられるからだという。『タナカカツキのタナカタナ夫DVD』にブッチュくんのオープニングアニメが収録されている。オープニング主題歌は2種類存在しており、DVDにはブッチュくんの声入りアレンジバージョンが収録。単行本の帯には石野卓球の推薦文が記載。
2011年、『ブッチュくん全百科』として再版されている。書き下ろしとして「ブッチュくん2010」が収録。

## 収録内容
- アニメストーリー・ダイジェスト
- 広がるブッチュワールド
- ブッチュくんと仲間たち
- ブッチュくんひみつ辞典
- ブッチュくん大博覧会
- ブッチュくんなんでも広場
- ブッチュくん秘宝館
- キャラクター大図鑑
- ブッチュくんイタズラクイズ

## ブッチュくんの設定
『ブッチュくん』は、1971年に開業医の木暮慎司と前科2犯の関口清によるコンビ無事故無事雄（むじこぶじお）によって描かれたエロティックなギャグ漫画作品。『ザウルスコミック』で8年間連載、全22巻。
性を大胆に扱った作風だが、時より社会問題や哲学にまで踏み込み、日本中で社会現象となった問題作。1977年からのアニメ放送で人気に火がつき、発行部数8000万部を超える超人気コミックとなる。後に映画化された。作品内では数々の斬新な発想で描かれたエピソードが収録されている。
バカドリル版と設定の差異が見られる。(くちびる星、水ゴリラ等)

## 主な登場キャラクター
ブッチュくん（声：貝満のぶ代）
くちづけ星からやってきた性欲宇宙人。地球にやってきた際、濡が浜市にあるヨン太くんの家屋を半壊させてしまい、600万円の改築費用を住み込みで返済するために居候中。肩にぶら下げた四次元ポシェットには危ない道具が入っている。語尾は「～ブッチュ」。
ヨン太くん（声：恥々村真）
小学4年生の少年。性格は扱いづらく打たれ強い。趣味は昼寝と悪質なイタズラ。動物好きで、盗癖あり。ひきこもりがちで友達は少ない。行方不明の義兄がいる。
ヒカルちゃん（声：潮吹イク江）
ヨン太くんのクラスメイト。成熟したボディを持ち、頭脳明晰で計算高い。趣味は日ごろの愚痴を綴る日記。母親はセックスカウンセラー。唯一の理解者はペットの黒ヒョウ。
傷ゴリラ（声：破壊田ベイダー）
ヨン太くんのクラスメイト。二児の父であり、妻は元担任教師。趣味はケンカとゲテモノ料理のリサイタル。酒豪。クラスメイトのあや子は情婦。同性愛者という噂もあり。
チビアラブ（声：タマフグリ・モンデール）
ヨン太くんのクラスメイト。世界屈指の財閥の一人息子。性格はねじまがり、欲しいものは何でも金で手に入れようとする。身分の関係で差別的な発言も多い。趣味はコレクション。
ゴメス神父（声：江戸屋ボス猫）
地下教会の神父。町の住人のすべての弱みを握っている。ヨン太とブッチュくんと気の合う頼もしい存在。
ハダカ先生（声：中指アダム）
ヨン太くんのクラスの担任。常に全裸に葉っぱ一枚の優しく楽しい先生。当初葉っぱは描かれていなかったが教育委員会からの要請により描かれるようになった。
パパさん（声：下着田まさぐり）
ヨン太くんの父親。サラリーマンで、酒で人格が豹変する。女忍者のあずみと不倫中。二度の離婚歴あり。マゾヒスト。『バカドリル』版の設定では、かつては敏腕投資家であった。
ママさん（声：前後田ビバリ）
ヨン太くんの母親。お嬢様育ちで常識に疎い。パパさんとの結婚が理由で、実家とは絶縁状態。不倫中。サディスト。

## 主題歌
- オープニングテーマ 『くちづけ星からやってきた』
作詞 - 天久聖一、作曲 - タナカカツキ、編曲 - キタガワタケシ
- エンディングテーマ 『スキスキ! ブッチュくん!』